# ブリーズ (フェイス・ヒルの曲)
「ブリーズ (Breathe)」はアメリカ合衆国の女性カントリー歌手のフェイス・ヒルの楽曲。

## 概要
この楽曲は、彼女の4枚目のスタジオ・アルバムである『ブリーズ』に収録された曲で、同アルバムからの最初のシングルとして、1999年10月4日にリリースされた。各国の週間シングルチャートでは、全米Billboard Hot 100で2位を記録した。